# 李家沱长江大桥
李家沱长江大桥位于重庆市九龙坡区和巴南区之间，南岸为巴南区李家沱，北岸为九龙坡区滩子口。大桥全长1288米，为双塔双索面预应力混凝土斜拉桥。该桥于1991年11月开始基础施工，于1996年底建成通车。李家沱长江大桥是重庆主城区建成的第二座长江公路桥梁，因此一直以来被重庆人称为“长江二桥”。
大桥跨径组合为：过渡孔（53米）+主孔（169+444+169米）+过渡孔（53米）+南引桥（8x50米），桥面为4车道，宽24米。
大桥由上海市政工程设计院设计，重庆市桥梁工程公司施工。